# Gábor Steiner (Politiker)
Gábor Steiner (* 9. September 1887 in Komorn (Komárno), Österreich-Ungarn; † 8. Oktober 1942 im KZ Buchenwald) war ein tschechoslowakischer Politiker (KPTsch) ungarischer Nationalität. Er war Abgeordneter der Nationalversammlung und des Senats.

## Leben
Bereits als 13-Jähriger begann Steiner eine Lehre zum Drucker in Budapest. 1904 trat er der Gewerkschaft der Drucker und 1906 der Sozialdemokratischen Partei bei. Während des Ersten Weltkrieges nahm er an Antikriegsdemonstrationen in Budapest teil. Steiner wirkte unter der Ungarischen Räterepublik 1919 in Budapest als Kommissar für Lebensmittelversorgung. 
Nach der Niederschlagung der Räterepublik wurde er vom Horthy-Regime verhaftet und wegen seiner revolutionären Tätigkeiten zum Tode verurteilt. Steiner konnte jedoch aus dem Gefängnis nach Komorn (Komárno) in die Slowakei fliehen. Hier wurde er zu einer der führenden Vertretern des linken Flügels der Ungarischen Sozialdemokratischen Partei in der Slowakei. Steiner wirkte hauptsächlich in der von mehrheitlich Ungarn bewohnten ländlichen Gebieten der Südslowakei. Er nahm am 16./17. Januar 1921 am Gründungsparteitag der Kommunistischen Partei der Slowakei (KPS) in Ľubochňa teil. Er fungierte als Sekretär der KPS Komárno. In den frühen 1920er Jahren nahm er aktiv an den Streikauseinandersetzungen teil. 1924 wurde er deshalb zu zwei Jahren Gefängnis verurteilt. Von 1925 bis 1935 war er Abgeordneter der tschechoslowakischen Nationalversammlung und von 1935 bis 1938 Mitglied des Senats. 1929 wurde er in das ZK der KPTsch gewählt. Steiner war ein scharfer Kritiker der Nationalitätenpolitik in der Tschechoslowakei der Zwischenkriegszeit. Er gehörte zu den Organisatoren der Tschechoslowakischen Internationale Brigade, die auf Seiten der Republikaner im Spanischen Bürgerkrieg kämpfte. Er leitete während der Krise im Jahre 1938 Demonstrationen im Süden und Westen der Slowakei. 
Nach der sogenannten „Zerschlagung der Rest-Tschechei“ ging Steiner in den Untergrund. Am 30. März 1939 wurde er von der Gestapo in Prag verhaftet. Er war zunächst im Prager Pankratz-Gefängnis, dann in Dresden, später im KZ Dachau und schließlich im KZ Buchenwald inhaftiert. Dort wurde er am 8. Oktober 1942 erschossen.

## Ehrungen
- Von 1954 bis 1991 war die heutige Krížna ulica in Bratislava nach Steiner benannt (slowakisch Steinerova ulica). 1959 erhielt die Slowakische Werft in Komárno seinen Namen (slowakisch Slovenské lodenice Gábora Steinera).
- Béla Szábo (1906–1980) verfasste einen biographischen Roman über Steiners Leben (Mindhalálig. Steiner Gábor életregénye, Bratislava 1968; 2. Auflage 1972).